# Route départementale 1 (Alpes-de-Haute-Provence)
Pour les articles homonymes, voir Route départementale 1.
La route départementale 1, abrégée en RD 1 ou D 1, est une des Routes des Alpes-de-Haute-Provence, qui relie La Motte-du-Caire à Bellaffaire.

## Tracé de La Motte-du-Caire à Bellaffaire
- La Motte-du-Caire
- Clamensane
- Bayons
- Col des Sagnes, commune de Bayons
- Turriers
- Bellaffaire